# Canton de Pontivy
Le canton de Pontivy est une division administrative française, située dans le département du Morbihan et la région Bretagne.
À la suite du redécoupage cantonal de 2014, les limites territoriales du canton sont remaniées. Le nombre de communes du canton passe de 10 à 16, puis 14.

## Histoire
Un nouveau découpage territorial du Morbihan entre en vigueur à l'occasion des élections départementales de 2015. Il est défini par le décret du 21 février 2014, en application des lois du 17 mai 2013 (loi organique 2013-402 et loi 2013-403). Les conseillers départementaux sont, à compter de ces élections, élus au scrutin majoritaire binominal mixte. Les électeurs de chaque canton élisent au Conseil départemental, nouvelle appellation du Conseil général, deux membres de sexe différent, qui se présentent en binôme de candidats. Les conseillers départementaux sont élus pour 6 ans au scrutin binominal majoritaire à deux tours, l'accès au second tour nécessitant 12,5 % des inscrits au 1er tour. En outre la totalité des conseillers départementaux est renouvelée. Ce nouveau mode de scrutin nécessite un redécoupage des cantons dont le nombre est divisé par deux avec arrondi à l'unité impaire supérieure si ce nombre n'est pas entier impair, assorti de conditions de seuils minimaux. Dans le Morbihan, le nombre de cantons passe ainsi de 42 à 21.
Le nouveau canton de Pontivy est issu de la fusion des anciens cantons de Pontivy et Baud. Toutes ces communes relèvent de l'arrondissement de Pontivy. Le bureau centralisateur est situé à Pontivy.

## Représentation

### Conseillers d'arrondissement (de 1833 à 1940)
Le canton de Pontivy avait deux conseillers d'arrondissement.
| Période                                  | Période      | Identité                   | Étiquette          | Qualité |
| ---------------------------------------- | ------------ | -------------------------- | ------------------ | --- |
| 1833                                     |              | Pierre Marie Martel        |                    | Médecin, maire de Pontivy (1815 et 1816-1835)                                                               |
| 1833                                     |              | Jules Clément Taslé        |                    | Juge d'instruction, ancien conseiller général, propriétaire à Pontivy                                       |
|                                          |              |                            |                    | |
| 1895                                     | 1901 (décès) | Olivier Séveno (1829-1901) | Conservateur       | Meunier, maire de Noyal-Pontivy                                                                             |
| 1895                                     | 1922         | Joseph Kervégant           | Conservateur       | Propriétaire à Guern                                                                                        |
| janv. 1902                               | 1919         | Joseph Lécuyer             | Conservateur       | Propriétaire, maire de Kerfourn                                                                             |
| 1919                                     | 1931         | Émile Gilles               | RG                 | Publiciste à Pontivy                                                                                        |
| 1922                                     | 1931         | Julien Bellec              | RG                 | Maire de Guern                                                                                              |
| 1931                                     | 1940         | Mathurin Le Lannic         | Radical            | Maire de Kerfourn                                                                                           |
| 1934                                     | 1940         | Pascal Juin                | Union républicaine | Cultivateur, conseiller municipal de Noyal-Pontivy                                                          |
| 1940                                     |              |                            |                    | Les conseils d'arrondissement ont été suspendus par la loi du 12 octobre 1940 et n'ont jamais été réactivés |
| Les données manquantes sont à compléter. |              |                            |                    | |

### Conseillers généraux (de 1833 à 2015)
De 1852 à 1870, le canton portait le nom de Napoléonville.
| Période | Période          | Identité                                       | Étiquette              | Qualité |
| ------- | ---------------- | ---------------------------------------------- | ---------------------- | --- |
| 1833    | 1848             | Benjamin Jan de La Gillardaie                  | Majorité ministérielle | Avoué puis Président du Tribunal civil de Pontivy Député (1837-1842)                                               |
| 1848    | 1852             | M. Talmon                                      |                        | Propriétaire à Pontivy                                                                                             |
| 1852    | 1861             | Baron Alfred Octave Roger de Sivry (1806-1874) |                        | Ancien enseigne de vaisseau                                                                                        |
| 1861    | 1877             | Benjamin Lenglier                              | Républicain            | Colonel d'artillerie en retraite, maire de Pontivy                                                                 |
| 1877    | 1883             | Jean François Le Gargasson                     | Droite                 | Propriétaire, maire de Noyal-Pontivy                                                                               |
| 1883    | 1895             | Jean Robo                                      | Républicain            | Banquier à Pontivy                                                                                                 |
| 1895    | 1913             | Charles Jouan de Kervénoaël (1837-1923)        | Droite                 | Propriétaire du château de Talhouët à Pontivy                                                                      |
| 1913    | 1914 (décès)     | Paul Keiser                                    | Républicain            | Commissaire-priseur, adjoint au Maire de Pontivy                                                                   |
| 1914    | 1933 (décès)     | Pierre Juin                                    | RG                     | Agriculteur à Noyal-Pontivy                                                                                        |
| 1933    | 1940             | Joseph-Marie Le Norcy                          | URD                    | Agriculteur à Noyal-Pontivy                                                                                        |
|         |                  |                                                |                        | |
| 1943    | 1945             | Joseph Cadic                                   | Droite                 | Agriculteur Maire de Noyal-Pontivy Député (1924-1932, 1936-1942, 1956-1958) Nommé conseiller départemental en 1943 |
| 1943    | 1945             | Robert Morvan                                  |                        | Conseiller municipal de Pontivy Nommé conseiller départemental en 1943                                             |
|         |                  |                                                |                        | |
| 1945    | 1951             | Pascal Juin (1896-1980)                        | RPF puis MRP           | Cultivateur Maire de Noyal-Pontivy                                                                                 |
| 1951    | 1960 (décès)     | M. Le Nestour                                  | DVD                    | |
| 1961    | 1976 (démission) | Louis Robic (1921-2013)                        | RI                     | Restaurateur Conseiller municipal de Pontivy (1e adjoint en 1983)                                                  |
| 1976    | 2004             | Jean-Charles Cavaillé                          | RPR                    | Conseiller juridique Député du Morbihan (1978-2002) Président du Conseil général du Morbihan (1998-2004)           |
| 2004    | 2015             | Henri Le Dorze                                 | PS                     | Technicien France Télécom Adjoint au maire puis maire (2012-2014) de Pontivy                                       |

### Conseillers départementaux (depuis 2015)
| Période élective | Période élective | Mandat | Mandat   | Identité        | Nuance | Nuance | Qualité |
| ---------------- | ---------------- | ------ | -------- | --------------- | ------ | ------ | --- |
| 2015             | 2021             | 2015   | 2021     | Soizic Perrault |        | LR     | Professeur en lycée professionnel, adjointe au Maire de Pontivy 9e vice-présidente de la commission permanente du Conseil départemental |
| 2015             | 2021             | 2015   | 2021     | Benoît Quero    |        | DVD    | Vétérinaire, maire de Pluméliau Président de la commission "Insertion, emploi, enfance et famille" du conseil départemental             |
| 2021             | 2028             | 2021   | en cours | Soizic Perrault |        | LR     | Conseillère sortante, 9ème Vice-Présidente du conseil départemental, déléguée au tourisme, à l'habitat et au logement                   |
| 2021             | 2028             | 2021   | en cours | Benoît Quéro    |        | DVD    | Conseiller sortant, 10ème Vice-Président, délégué à l’action en faveur des collectivités territoriales                                  |

### Résultats détaillés

#### Élections de mars 2015
À l'issue du 1er tour des élections départementales de 2015, deux binômes sont en ballottage : Soizic Perrault et Benoît Quero (Union de la Droite, 37,64 %) et Nicole Le Peih et Christophe Marchand (Union de la Gauche, 28,53 %). Le taux de participation est de 54,77 % (16 491 votants sur 30 110 inscrits) contre 52,56 % au niveau départemental et 50,17 % au niveau national.
Au second tour, Soizic Perrault et Benoît Quero (Union de la Droite) sont élus avec 55,32 % des suffrages exprimés et un taux de participation de 54,05 % (8 115 voix pour 16 272 votants et 30 108 inscrits).

#### Élections de juin 2021
Le premier tour des élections départementales de 2021 est marqué par un très faible taux de participation (33,26 % au niveau national). Dans le canton de Pontivy, ce taux de participation est de 34,11 % (10 631 votants sur 31 163 inscrits) contre 34,81 % au niveau départemental. À l'issue de ce premier tour, deux binômes sont en ballottage : Soizic Perrault et Benoît Quéro (Union à droite, 32,74 %) et Michel Jarnigon et Murielle Nicol (DVC, 20,25 %).
Le second tour des élections est marqué une nouvelle fois par une abstention massive équivalente au premier tour. Les taux de participation sont de 34,36 % au niveau national, 36 % dans le département et 35,17 % dans le canton de Pontivy. Soizic Perrault et Benoît Quéro (Union à droite) sont élus avec 54,39 % des suffrages exprimés (5 015 voix pour 10 961 votants et 31 164 inscrits),,. 

## Composition

### Composition avant 2015

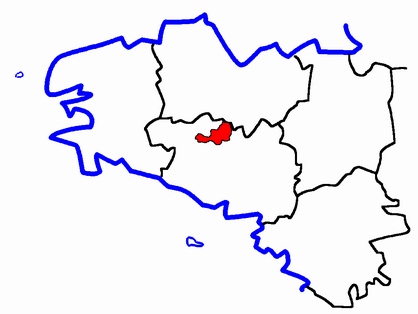
Situation du canton de Pontivy dans le département du Morbihan avant 2015.

Jusqu'en 2015, le canton de Pontivy regroupait 10 communes.
| Nom                 | Code Insee | Codepostal | Superficie (km2) | Population (dernière pop. légale) | Densité (hab./km2) |
| ------------------- | ---------- | ---------- | ---------------- | --------------------------------- | ------------------ |
| Pontivy (chef-lieu) | 56178      | 56300      | 24,85            | 13 973 (2012)                     | 562                |
| Croixanvec          | 56049      | 56920      | 6,09             | 153 (2012)                        | 25                 |
| Gueltas             | 56072      | 56920      | 20,45            | 514 (2012)                        | 25                 |
| Guern               | 56076      | 56310      | 47,01            | 1 368 (2012)                      | 29                 |
| Kerfourn            | 56092      | 56920      | 19,46            | 848 (2012)                        | 44                 |
| Noyal-Pontivy       | 56151      | 56920      | 53,45            | 3 693 (2012)                      | 69                 |
| Saint-Gérand        | 56213      | 56920      | 18,05            | 1 043 (2012)                      | 58                 |
| Saint-Gonnery       | 56215      | 56920      | 16,29            | 1 075 (2012)                      | 66                 |
| Saint-Thuriau       | 56237      | 56300      | 21,47            | 1 866 (2012)                      | 87                 |
| Le Sourn            | 56246      | 56300      | 16,05            | 2 056 (2012)                      | 128                |

### Composition depuis 2015
Lors du redécoupage de 2014, le canton comprenait seize communes entières.
À la suite de la fusion des communes de Bieuzy et de Pluméliau, le 1er janvier 2019, pour former la commune nouvelle de Pluméliau-Bieuzy, le canton comprend 15 communes. Ce changement est acté par un arrêté du 7 novembre 2019.
À la suite de la création de la commune nouvelle de Saint-Gérand-Croixanvec le 1er janvier 2022, le canton comprend désormais 14 communes entières.
| Nom                             | Code Insee | Intercommunalité      | Superficie (km2) | Population (dernière pop. légale) | Densité (hab./km2) | Modifier                                    |
| ------------------------------- | ---------- | --------------------- | ---------------- | --------------------------------- | ------------------ | ------------------------------------------- |
| Pontivy (bureau centralisateur) | 56178      | CC Pontivy Communauté | 24,85            | 14 547 (2022)                     | 585                | modifier les données · modifier les données |
| Baud                            | 56010      | CC Baud Communauté    | 48,09            | 6 246 (2022)                      | 130                | modifier les données · modifier les données |
| Gueltas                         | 56072      | CC Pontivy Communauté | 20,45            | 532 (2022)                        | 26                 | modifier les données · modifier les données |
| Guénin                          | 56074      | CC Baud Communauté    | 28,71            | 1 895 (2022)                      | 66                 | modifier les données · modifier les données |
| Guern                           | 56076      | CC Pontivy Communauté | 47,01            | 1 379 (2022)                      | 29                 | modifier les données · modifier les données |
| Kerfourn                        | 56092      | CC Pontivy Communauté | 19,46            | 842 (2022)                        | 43                 | modifier les données · modifier les données |
| Melrand                         | 56128      | CC Baud Communauté    | 40,39            | 1 559 (2022)                      | 39                 | modifier les données · modifier les données |
| Noyal-Pontivy                   | 56151      | CC Pontivy Communauté | 53,45            | 3 605 (2022)                      | 67                 | modifier les données · modifier les données |
| Pluméliau-Bieuzy                | 56173      | CC Baud Communauté    | 86,70            | 4 535 (2022)                      | 52                 | modifier les données · modifier les données |
| Saint-Barthélemy                | 56207      | CC Baud Communauté    | 21,90            | 1 182 (2022)                      | 54                 | modifier les données · modifier les données |
| Saint-Gérand-Croixanvec         | 56213      | CC Pontivy Communauté | 24,14            | 1 309 (2022)                      | 54                 | modifier les données · modifier les données |
| Saint-Gonnery                   | 56215      | CC Pontivy Communauté | 16,29            | 1 087 (2022)                      | 67                 | modifier les données · modifier les données |
| Saint-Thuriau                   | 56237      | CC Pontivy Communauté | 21,47            | 1 880 (2022)                      | 88                 | modifier les données · modifier les données |
| Le Sourn                        | 56246      | CC Pontivy Communauté | 16,05            | 2 128 (2022)                      | 133                | modifier les données · modifier les données |
| Canton de Pontivy               | 5615       |                       | 468,96           | 42 726 (2022)                     | 91                 | modifier les données                        |

## Démographie

### Démographie avant 2015
| 1962   | 1968   | 1975   | 1982   | 1990   | 1999   | 2006   | 2011   | 2012   |
| ------ | ------ | ------ | ------ | ------ | ------ | ------ | ------ | ------ |
| 20 147 | 20 622 | 22 179 | 23 491 | 24 380 | 25 148 | 25 807 | 26 664 | 26 589 |

### Démographie depuis 2015
En 2022, le canton comptait 42 726 habitants, en évolution de +1,12 % par rapport à 2016 (Morbihan : +3,82 %, France hors Mayotte : +2,11 %).
| 2013   | 2018   | 2022   |
| ------ | ------ | ------ |
| 41 367 | 42 613 | 42 726 |